# Vioolbladgalmug
De vioolbladgalmug (Dasineura affinis) is een muggensoort uit de familie van de galmuggen (Cecidomyiidae). De wetenschappelijke naam van de soort is voor het eerst geldig gepubliceerd in 1886 door Kieffer. De gal die door deze mug ontstaat ontwikkelt zich op het Maarts viooltje (Viola odorata). De soort wordt ook wel viooltjesbladrolmug genoemd.